# Гурк
Гурк (нем. Gurk, словен. Krka — Крка) — небольшой город на юге Австрии, в составе федеральной земли Каринтии. Гурк является историческим центром католической епархии Гурка, охватывающей территорию современной Каринтии.
Площадь общины составляет 39,67 км², население — 1184 человека (1 января 2021), плотность населения — 30 чел./км²

## География
Город расположен в речной долине одноимённой альпийской реки, чуть ниже по течению которой стоит замок Страссбург, бывшая резиденция князей-епископов Гурка.

## История
Первые поселения на территории Гурка относятся к началу нашей эры, однако в качестве населённого пункта Гурк впервые упомянут под 831 год, когда эта территория входила в состав Баварского королевства. В 1043 году Святая Эмма Гуркская, происходившая из знатного баварского рода Луитпольдингов, основала здесь бенедиктинское аббатство. Чуть позднее, в 1073 году в Гурке был построен собор и основано епископство, подчинённое Зальцбургскому архиепископу. С этого времени Гурк стал религиозным центром Каринтии.
Право назначения, посвящения и инвеституры епископов Гурка принадлежало Зальцбургскому архиепископу. Это вызывало недовольство как самих епископов Гурка, так и герцогов Каринтии, желающих создания независимой церковной епархии для своего княжества. На протяжении XII—XIII веков Гурк вёл напряжённую борьбу с Зальцбургом за отделение. На какое-то время епископам удалось перейти под непосредственное подчинение папе римскому, однако позднее Зальцбург вернул себе право представления трёх кандидатов на епископальный престол с последующим выбором капитулом Гуркского собора.

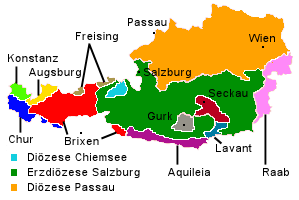
Диоцез Гурка в XIII веке на карте современной Австрии (обозначен серым цветом)

Автономное положение Гурка позволило его епископам в XVI веке получить права князей-епископов, дающие возможность участия в качестве глав княжества в общеимперских рейхстагах. Однако укрепление власти Габсбургов над Каринтией привело к тому, что по соглашению 1535 года с Зальцбургом герцоги из дома Габсбургов получили право представлять своих кандидатов на должность епископов Гурка (церковная инвеститура сохранилась за зальцбургским архиепископом). Это привело к падению значения епископства и лишении его статуса князя Священной Римской империи.

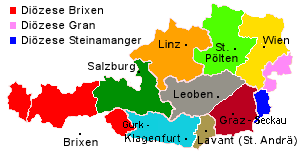
Диоцез Гурк-Клагенфурт в XIX веке

В конце XVIII века территория Гуркского диоцеза была значительно расширена, однако современные границы, охватывающие всю территорию Каринтии были установлены лишь в 1859 году. С 1787 года резиденция епископов Гурка переместилась в Клагенфурт.

## Достопримечательности
Главной достопримечательностью Гурка является собор Успения Пресвятой Богородицы, построенный в романском стиле в 1140 году. Его две шестидесятиметровые башни доминируют над городом и окрестностями.

## Население
| Год  | Численность |
| ---- | ----------- |
| 1869 | 1656        |
| 1889 | 1631        |
| 1890 | 1704        |
| 1900 | 1739        |
| 1910 | 1661        |
| 1923 | 1599        |
| 1934 | 1676        |
| 1939 | 1583        |
| 1951 | 1655        |
| 1961 | 1515        |
| 1971 | 1494        |
| 1981 | 1433        |
| 1991 | 1368        |
| 2001 | 1312        |
| 2011 | 1273        |
| 2021 | 1184        |

## Политическая ситуация
Бургомистр коммуны — Зигфрид Кампль (АПС) по результатам выборов 2003 года.
Совет представителей коммуны (нем. Gemeinderat) состоит из 15 мест.
- АПС занимает 7 мест.
- АНП занимает 4 места.
- СДПА занимает 4 места.